# Радионовка (Днепропетровская область)
Радионовка или Родионовка (укр. Радіонівка) — село,
Чкаловский сельский совет,
Криворожский район,
Днепропетровская область,
Украина.
Код КОАТУУ — 1221887706. Население по переписи 2001 года составляло 650 человек.

## Географическое положение
Село Радионовка находится в 2,5 км от берега Карачуновского водохранилища,
в 2 км от села Ингулец.

## Экономика
- ООО«Родина»
- «Ингулец», СПК.

## Объекты социальной сферы
- Школа.
- Церковь.